# Luis Felipe Tovar
Pour les articles homonymes, voir Tovar.
Luis Felipe Tovar, né le 31 décembre 1961 à Puebla est un acteur et professeur d'interprétation mexicain. 
Il étudia à l'école des Beaux Arts et Théâtre de Mexico et à l'Escuela Internacional de Cine y Televisión de La Habana en Cuba.
Il a reçu le prix Ariel trois fois : 1993, Principio y Fin, 1995, El Callejón de los Milagros and 1997, Sin remitente.
En 2003 il laissa son ancienne école d'interprétation pour ouvrir un bar dont la clientèle est surtout homosexuelle. Il a un fils qui s'appelle Tadeo.

## Filmographie
- 2018 : Le Détenu (El Recluso)
- El carnaval de Sodoma (2006)
- El bulto para presidente (2005)
- Gente común (2006)
- Una de balazos (2005) .... El Carnal
- Isy (2005)
- Ver, oir y callar (2005)
- De ángeles, flores y fuentes (2005) .... Joel Villaseñor
- Superhéroe (2004)
- 7 mujeres, un homosexual y Carlos (2004) .... Jefe
- @Festivbercine.ron (2004)
- Un diluvio (2004)
- Ciudad de perros (2004)
- La mudanza (2003)
- Fantasías (2003) .... Miguel
- La hija del caníbal (2003) .... Borracho
- Pandillero traficante (2003)
- Esclavo y amo (2003) .... Ricardo
- Asesinato en lunes de carnaval (2002)
- La virgen de la lujuria (2002) .... Nacho
- Vivir mata (2002) .... Chepe
- Barrio 13, Part 2 (2002)
- Atlético San Pancho (2001) .... Claudio
- De la calle (2001) .... Chicharra
- The Mexican (2001)
- Santo: Infraterrestre (2001) .... Comandante Sarmiento
- Nuria y el fantasma (2001)
- Buitres al acecho (2001)
- La perdición de los hombres (2000)
- C'est la vie (Así es la vida) (2000) .... Nicolás
- Beat (2000) .... Federale Sergeant
- Barrio 13 al desnudo (2000)
- El carretonero(2000)
- Entre la tarde y la noche (1999)
- Santitos (1999) .... Doroteo
- Circuito interior (1999)
- Todo el poder (1999) .... Comandante Eleuterio 'Elvis' Quijano
- Superstition (1999) .... Pachucocodrilo
- Maldito amor: Demasiado tarde (1999)
- Luces de la noche (1998)
- Justo como en una película porno (1998)
- Mujer ladina (1998)
- Wash and Wear (1998)
- Men with Guns (1997) .... Barbero
- Los vuelcos del corazón (1996)
- La nave de los sueños (1996)
- Parejas (1996)
- Victoria (1996)
- Overkill (1996) .... Desk Clerk
- La ley de las mujeres (1995) .... Mario
- Sin remitente (1995) .... Luis Felipe
- Bienvenido-Welcome (1995) .... José Molina/León de la Lama
- Dos crímenes (1995) .... Invitado 1
- El callejón de los milagros (1995) .... Güicho
- Félix, como el gato (1995)
- Cilantro y perejil (1995) .... Pablo
- La orilla de la tierra (1994)
- Principio y fin (1993) .... César
- Se equivocó la cigueña (1993)
- El bulto (1992) .... Alfonso
- Ciudad de ciegos (1991) .... Gandalla
- Como fui a enamorarme de ti (1991)
- Futuro sangriento (1991)
- La ciudad al desnudo (1989) .... El King
- Un verano para la ballena (1988)
- El misterio de la araña (1986)
- Tacos de oro (1985) .... Marciano